# 福建省苏维埃政府旧址
25°50′15″N 116°21′02″E / 25.83750°N 116.35056°E
福建省苏维埃政府旧址位于中国福建省长汀县汀州镇兆征路41号，即福建省工农民主政府旧址，原为汀州府试院。1929年3月，中国工农红军第四军进入长汀。1932年3月18日，福建省苏维埃政府在此成立并于此办公。红军长征后，瞿秋白被俘后即囚禁在此处。1988年作为长汀革命旧址之一被列为第三批全国重点文物保护单位。

## 图片
- 大门
- 大殿
- 唐代侧柏
- 大殿
- 大殿内部
- 大殿内部
- 大殿后院
- 大殿东侧厢房（瞿秋白被俘后囚室）